# Лазар Генчић
Лазар Генчић (Зајечар, 30. април 1868 — Београд, 30. септембар 1942) био је српски лекар, хирург, санитетски пуковник, начелник санитета Врховне команде Србије 1912-1916.

## Живот и рад
Рођен је у Зајечару 30. априла 1868. године, где завршава гимназију 1886. године. Након завршене гимназије одлази у Беч где уписује Медицински факултет. Дипломирао је 1892. године. После завршеног факултета враћа се у земљу где је постављен за лекара Војне болнице у Крагујевцу. Крајем 1892. године упућен је на специјализацију хирургије на клинику професора Карла Гусенбауера у Бечу. По повратку 1895. године, основао је Хируршко одељење Војне болнице у Крагујевцу. За начелника санитета у Министарству постављен је 1909. године. У ратовима 1912-1916. године постављен је за начелника санитета Врховне команде.
Генчић је, заједно са још неколико војних хирурга Михаилом Петровићем, Јорданом Стајићем, Романом Сондермајером, Чедомиром Ђурђевићем, један од пионира хирургије у српској војсци.
Активно је учествовао у раду Српског лекарског друштва, затим у припремама за оснивање Медицинског факултета у Београду. Био је члан одбора за израду новог санитетског закона, радио је на припреми тог нацрта све до избијања ратова 1912-1918. године.
Генчић је био учесник ослободилачких ратова, и члан Врховне команде. Није био унапређен, већ напротив, по оценама Врховне команде није „задовољио својим радом”. Његов рад је био критикован, због неблаговремених и неодговарајућих мера против епидемије пегавог и трбушног тифуса, услед чега су настали масовни губици у војсци и народу.
Уследила је смена 1916. године, а пензионисан је 1918. године. Преминуо је 30. септембра 1942. године.
Своју богату библиотеку из области медицине, књижевности и других грана науке, оставио је Хируршкој клиници Опште болнице у Београду.

## Занимљивости
Његов брат је Ђорђе Генчић, а унука Јелена Генчић.

## Дела
1. Предлог за оснивање англо-југословенске здравствене лиге, [Б. м. : б. и.], 1919 (Београд : Топографско одељење Врховне команде)
2. Зашто је дошло до епидемија и помора у нашој војсци и народу за време ратова 1912-1918, Историја српског војног санитета = (L'historie du service de santé de l'аrмéе serbe) ; Наше ратно санитетско искуство = (Notre expérience du service de santé pendant la guerre), Београд : В. Станојевић, 1925 (Београд : Златибор). стр. 772-789
3. О значају војно-санитетске струке, о здрављу у нашој војсци и потреби реорганизације наше санитетске струке од д-р--. Саопштено у Српском Лекарском Друштву 5. фебруара 1911. године у Београду. Српски архив, Год. 17, година (1911). стр. 299.
4. Николић Ђ.Ј, Наш војни санитет у последњим ратовима од д-ра--. Реферат са дискусијом, у којој су учествовали д-ри: Андрија Николић, Драгослав Ј. Поповић, Лазар Генчић и Тома М. Леко. Српски архив, Год. 20, година (1914). стр. 196.